# Port lotniczy Bol (Czad)
Port lotniczy Bol (IATA: OTC, ICAO: FTTL) – port lotniczy położony w Bol, w regionie Lac, w Czadzie.